# 3つの世界モデル
第一世界(First World)、第二世界(Second World)、第三世界(Third World)という言葉は、元々は西側諸国における3つの世界モデル（みっつのせかいモデル）における用語だった。第二次世界大戦後の冷戦の時代、2つの超大国であるアメリカ合衆国とソビエト連邦が世界の覇権を争った。アメリカ合衆国とその同盟国は「西側諸国」、ソビエト連邦とその同盟国は「東側諸国」とよばれ、それらが「第一世界」「第二世界」という概念の基礎となった。
今日、第一世界と第三世界という言葉は、一般的に先進国と発展途上国を指す言葉として使われている。

## 歴史

### 冷戦
冷戦時代の初期に、アメリカ合衆国とソビエト連邦によってそれぞれ北大西洋条約機構（NATO）とワルシャワ条約機構が作られた。両者は西欧諸国、東欧諸国とも呼ばれていた。この2つの陣営は、本質的には「2つの世界」であったが、第一・第二という番号がついていたわけではない。冷戦の始まりは、ウィンストン・チャーチルの有名な「鉄のカーテン」演説に象徴される。この演説でチャーチルは、西と東の区分が鉄のカーテンと呼べるほど強固なものであると述べている。
1952年、フランスの人口統計学者のアルフレッド・ソーヴィは、革命前のフランスの3つの身分になぞらえて「第三世界」という言葉を作った。第一身分と第二身分は貴族と聖職者であり、それ以外の人々は第三身分である。ソーヴィは、資本主義の世界を貴族に、共産主義の世界を聖職者に例えた。ソーヴィは、第三身分が他の全ての人々であるのと同様に、冷戦時代の区分けに属さない国々、つまり「東西対立」に無関係な国々を「第三世界」と呼んだ。「第三世界」という言葉が作られたことで、最初の2つのグループはそれぞれ「第一世界」「第二世界」と呼ばれるようになり、「3つの世界モデル」が生まれた。

### 冷戦以後
1991年のソビエト連邦の崩壊により、「東側諸国」は消滅し、それに伴い「第二世界」という言葉も適用できなくなった。

## 第四世界
シュスワプ族の酋長ジョージ・マニュエルは、3つの世界モデルは時代遅れだと考えていた。マニュエルは1974年の著書"The Fourth World: An Indian Reality"の中で、「第四世界」という言葉を提唱している。第四世界とは、伝統的な意味での国家を構成していない、先住民の「国家」、すなわち文化的実体や民族集団を指す。中には、（伝統的な意味での）国境を超えて生活している民族もある（ファースト・ネーションを参照）。北米、中米、カリブ海のネイティブ・アメリカンがその一例である。